# Ени Пру
Една Ени Пру (енгл. Edna Annie Proulx, Норвич, Конектикат, САД, 22. август 1935) је америчка књижевница и новинарка. Њен други роман Лучке вести (енгл. The Shipping News) освојио је Пулицерову награду за фикцију 1994. године, а по њему је 2001. снимљен и истоимени филм. Њена приповетка Планина Броукбек адаптирана је у сценарио за истоимени филм који је освојио три Оскара, два Златна глобуса и неколико десетина других награда, поставши најнаграђиванији филм у 2005. години.